# Petit-duc à face blanche
Ptilopsis leucotis
Espèce
Statut de conservation UICN

 LC  : Préoccupation mineure
Statut CITES
Le Petit-duc à face blanche (Ptilopsis leucotis) est une espèce de rapaces nocturne appartenant à la famille des Strigidae.

## Répartition
On le trouve en Afrique dans une bande située entre le Sahara et l'Équateur.

## Synonyme
- Otus leucotis